# Kerékteleki, Komárom-Esztergom
Kerékteleki  este un sat în districtul Kisbér, județul Komárom-Esztergom, Ungaria, având o populație de 723 de locuitori (2011). 

## Demografie
Componența etnică a satului Kerékteleki
     Maghiari (98,85%)
     Alții (1,15%)
Componența confesională a satului Kerékteleki
     Romano-catolici (55,6%)
     Fără religie (7,05%)
     Reformați (5,95%)
     Luterani (1,38%)
     Necunoscută (29,32%)
     Atei (0,69%)
Conform recensământului din 2011, satul Kerékteleki avea 723 de locuitori. Din punct de vedere etnic, majoritatea locuitorilor (98,85%) erau maghiari.  Din punct de vedere confesional, majoritatea locuitorilor (55,6%) erau romano-catolici, existând și minorități de persoane fără religie (7,05%), reformați (5,95%) și luterani (1,38%). Pentru 29,32% din locuitori nu este cunoscută apartenența confesională.